# Gare de Nice CP
Gare de Nice CP vasútállomás Franciaországban, Nizza településen.

## Vasútvonalak
Az állomást az alábbi vasútvonalak érintik:
- Nizza-Digne-vasútvonal

## Kapcsolódó állomások
A vasútállomáshoz az alábbi állomások vannak a legközelebb:
- Gambetta (Plan-du-Var railway station)